# Mecklenburgische und Pommersche Bibelgesellschaft
Die Mecklenburgische und Pommersche Bibelgesellschaft  wurde am 26. September 2013 im Niederdeutschen Bibelzentrum in Barth gegründet. Sie entstand durch Fusion der Mecklenburgischen (gegr. 1868) und der Pommerschen Bibelgesellschaft (gegr. 2004) zu einer Bibelgesellschaft für das Land Mecklenburg-Vorpommern. Sitz der gemeinsamen Bibelgesellschaft ist Barth. Sie ist an der Vollversammlung der Deutschen Bibelgesellschaft beteiligt.

## Grundlegendes
Die Klammer der beiden bisher selbständigen Bibelgesellschaften in Mecklenburg-Vorpommern war das Bibelzentrum in Barth, der Schüler-Bibelwettbewerb und weitere gemeinsame Aktionen. Mit dem Zusammengehen wurde Kraft gewonnen, Menschen in vielfältiger Weise einen Zugang zur Bibel zu verschaffen.
Die „Mecklenburgische und Pommersche Bibelgesellschaft“ fördert vor allem die Arbeit im Barther Bibelzentrum, dessen Trägerschaft inzwischen die Nordkirche übernommen hat. Die Angebote im Bibelinfocenter in Schwerin werden weiterhin von der gemeinsamen Bibelgesellschaft verantwortet.

## Geschichte

### 18. Jahrhundert
Ehe mit der Cansteinschen Bibelanstalt 1710 die erste Bibelgesellschaft weltweit gegründet wurde, besorgte Heinrich Becker (1662–1720), Pastor an der Jakobikirche in Rostock, 1702 eine billige Bibelausgabe, die für 17 Schilling zu Tausenden vertrieben wurde.

### 19. Jahrhundert
Im Mai 1814 korrespondierte der fromme und pietistisch gesinnte Gustav Friedrich Anton von Mevius (1747–1837) aus Schwedisch-Pommern mit der British and Foreign Bible Society (BFBS) in London wegen des Bibelbedarfs im Lande. Der ursprüngliche Plan einer gemeinsamen Bibelgesellschaft für Mecklenburg und Schwedisch-Pommern zerschlug sich. Es kam zu getrennten Gründungen in Schwerin, Rostock, Stralsund und Stettin.

#### Gründung der ersten mecklenburgischen Bibelgesellschaften
Frühe mecklenburgische Bibelgesellschaften bildeten sich im Bereich Mecklenburg-Schwerin 1816 in Schwerin und Rostock sowie 1826 in Wismar, wo sich der Hilfsverein der Schweriner Bibelgesellschaft in eine eigene Bibelgesellschaft umwandelte; im Bereich Mecklenburg-Strelitz 1817 in Neustrelitz und 1820 in Neubrandenburg. Um die Jahrhundertmitte folgten die Bibelgesellschaften in Marihn 1851 und Rattey 1852, die beide von erweckten Mitgliedern der Familie von Oertzen gestiftet wurden.
Die Ratteyer beerbte die 1842 vergeblich wiederbelebte Mecklenburg-Strelitzsche Bibelgesellschaft und wurde unter Beibehaltung ihres Namens zu einer Bibelgesellschaft für das ganze Strelitzer Großherzogtum mit Ausnahme des Fürstentums Ratzeburg erweitert, für das bereits die 1818 gestiftete vereinigte „Bibelgesellschaft für das Herzogthum Sachsen-Lauenburg und das Fürstenthum Ratzeburg“ existierte.
Größere Bedeutung erlangten die Schweriner, die Rostocker, die Marihner und die Ratteyer Bibelgesellschaft, während die Mecklenburg-Strelitzsche und die Neubrandenburger Bibelgesellschaft kaum über ihre Anfänge hinauskamen.
Die Schweriner Bibelgesellschaft wurde am 9. Januar 1816 gegründet. Ziel war es, das „Buch der Bücher“ in Luthers deutscher Übersetzung möglichst preisgünstig zu vertreiben. Unterstützt wurde sie hierbei von der BFBS. Ihr Sekretär Ebenezer Henderson (1784–1858) besuchte noch im selben Jahr die neu gegründete Gesellschaft und gab den Anstoß zu weiteren Bibelgesellschaften.
In der Schweriner Bibelgesellschaft amtierten als Präsident Oberhofmarschall Bernhard Joachim von Bülow, als Direktor Regierungsrat Friedrich August von Rudloff, als Vizepräsident Superintendent Ackermann, als Sekretär Pastor Studemund, als Bibliothekar Pastor Erbe. Das entsprach den Gepflogenheiten der meisten anderen Bibelgesellschaften, die sich gerne mit prominenten Namen an ihrer Spitze schmückten.
Nach einer kurzen Visite in Ratzeburg, wo er erfolgreich die Gründung der Lauenburg-Ratzeburgischen Bibelgesellschaft angestoßen hatte, reiste Mitte August 1816 Rev. Ebenezer Henderson nach Schwerin, wo er von Vize-Präsident Ackermann freundlich empfangen und ihm der Dank für die großzügige Unterstützung durch die Londoner Mutter abgestattet wurde. Anschließend traf er sich mit Präsident Rudloff und Sekretär Studemund jun., denen er vom Fortgang der weltweiten Bibelverbreitung berichtete. Hauptzweck seines Besuchs war es vorzufühlen, wie man in Schwerin zu dem Plan der Gründung einer Bibelgesellschaft in Rostock stünde.
Ausgestattet mit dem Einverständnis der Schweriner Direktoren sowie einer Empfehlung des Superintendenten Ackermann begab sich Henderson nach Rostock, wo er vom Pastor von St. Petri D. Johann Bernhard Krey beim Ministerium, einigen Professoren und anderen der Sache wohl gesinnten „Gentlemen“ eingeführt wurde.
Am 30. August 1816 wurde im Pfarrhaus von St. Jakobi „von 14 Freunden der Beförderung biblischer Lectüre“ die neue Bibelgesellschaft ins Leben gerufen, welche bereits am 13. September großherzoglich bestätigt wurde.
Die Administration der neuen Gesellschaft bestand aus vier Direktoren, von denen einer den Präses stellte, einem Sekretär, einem Kassierer und einem Bibliothekar. Zu Direktoren wurden gewählt Kammerherr Peter Baron von Forstner, Justizrat Christian Carl Friedrich Wilhelm Baron von Nettelbladt, der zuvor Mitglied der Schweriner Gesellschaft gewesen war, Propst M. Johann Georg Becker, Pastor an St. Marien, und der junge M. Carl Genzken, der sich das kärgliche Einkommen eines Diakons an St. Nikolai als Privatdozent für Philosophie aufbesserte. Präses wurde Direktor von Forstner. Pastor M. Georg Detharding jun. von St. Jakobi übernahm das Amt des Bibliothekars, während Pastor Friedrich Crull jun. aus Bentwisch in Personalunion die Ämter des Sekretärs und des Kassierers wahrnahm.
Mit ihrer endgültigen Verabschiedung der Satzung am 31. März 1817 trat ein weiterer Sekretärsposten hinzu, indem zwischen einem korrespondierenden und einem protokollierenden Sekretär unterschieden wurde. Das Präsidium wechselte halbjährig. Im Gegensatz zu den Statuten der Schweriner Gesellschaft, die dieses Amt erst nachträglich einführte, findet sich in den Rostocker Statuten auch eine nähere Beschreibung der Aufgaben des Präsidenten. Danach war die Gesellschaft ganz im Stil der zeittypischen Kollegialbehörde verfasst.
Mit den ersten beiden mecklenburgischen Bibelgesellschaften liegen zwei verschiedene Typen von Bibelgesellschaftsgründungen vor: erstens Schwerin als eine Gründung aus privater Initiative, auf Anstoß einer Einzelperson, wenn auch im Kontakt zur BFBS. Schwerin gehört damit in eine Reihe mit Iserlohn, Wernigerode und Schleswig. Und zweitens Rostock als eine der vielen von London aus angestoßenen, aber vor Ort noch mit einem hohen Maß an privater Initiative errichteten Gesellschaften. Einen dritten Typus stellt die obrigkeitliche Gründung dar, die mit der dritten mecklenburgischen Bibelgesellschaft, der 1817 in Neustrelitz gestifteten Mecklenburg-Strelitzschen gegeben ist. Auch sie ging auf die Initiative Rev. Hendersons zurück, der von Rostock über Barth nach Neustrelitz weitergereist war, und dort in Konsistorialrat D. Andreas Glaser einen der Sache aufgeschlossenen Ansprechpartner fand.
Die wertvolle Bibliothek der Rostocker Bibelgesellschaft, die zahlreiche Bibelübersetzungen der BFBS enthielt, wurde 1829 größtenteils (50 Bücher) an die Universitätsbibliothek Rostock verschenkt.
Die Marihner wurde 1868 mit der Mecklenburg-Schwerinschen Bibelgesellschaft vereinigt, die gleichzeitig dem 1850 gegründeten Oberkirchenrat unterstellt wurde.

#### Bibelgesellschaft für Pommern und Rügen
Nach der im Oktober 1815 erfolgten Eingliederung Schwedisch-Pommerns in Pommern wurde am 23. Januar 1816 in Stralsund die „Bibelgesellschaft für Pommern und Rügen“ gegründet. Zur näheren Einrichtung und ferneren Verwaltung der Geschäfte konstituierte sich mit der Stiftung ein Engerer Ausschuss. Mit Ausnahme des Präsidenten, des Generals und Kommandeurs Moritz von Dycke auf Losentitz, stammten alles Ausschussmitglieder aus Stralsund. Als Vizepräsident fungierte der Bürgermeister David Lucas Kühl, die sechs Direktoren waren Archidiakon Friedrich Bernhard Droysen, der gelehrte Jacobi-Pastor Gottlieb C. F. Mohnike, Ratssyndikus Arnold Brandenburg, Ratsherr Carl Wilhelm Groskurd, Schlosshauptmann Carl von Westrell sowie Kommerzienrat Johann Heinrich Israel. Als Sekretäre traten die Diakone Friedrich Kahlow und Friedrich Furchau auf, der Johannis-Pastor Ernst Christoph Schultz bekleidete das Amt des Bibliothekars, und der Kaufmann Christian Banck war Kassenführer. Gustav F. A. von Mevius, der der eigentliche Initiator der Bibelgesellschaft war, hielt sich aufgrund seines Alters von fast 70 Jahren im Hintergrund. 1818 war die Zahl der Direktoren auf acht angewachsen. Mit Knopfmacher-Ältermann Bienengräber und Glasermeister Stademann d. J. hatten auch zwei Handwerker Zutritt in den Ausschuss gefunden.
Am 29. Juni 1816 übersandten Vizepräsident Kühl und Sekretär Kahlow die Statuten der Bibelgesellschaft als Beleg an die British and Foreign Bible Society und baten um Auszahlung der zugesagten Unterstützung über 100 £ Sterling. Die Überweisung erfolgte über den Vertrauensmann der BFBS in Altona, den Kaufmann Gilbert van der Smissen.
Der Kontakt zur BFBS war aber auch persönlicher Natur. Von der Gründung der Rostocker Bibelgesellschaft kommend reiste am 31. August 1816 Agent Rev. Ebenezer Henderson nach Barth, wo er von Mevius „unter Bezeugung größter Affektion“ in seinem Haus empfangen wurde und drei Tage verbrachte. In seinen Briefen an den Auslandssekretär der BFBS Carl Steinkopf, vom 2. September aus Barth und 23. September aus Berlin, betonte der Agent, der Anstoß zur Gründung der Bibelgesellschaft in Pommern sei von Barth ausgegangen, und die „Bibelgesellschaft für Pommern und Rügen“ schulde ihre Existenz und ihren Wohlstand wesentlich „dem inbrünstigen Eifer und der unermüdlichen Aktivität von Mevius‘“.
Henderson wohnte am 4. September in Mevius‘ Haus der Bildung des „Hilfsbibelcommittee für die Stadt und den Kirchenkreis Barth“ bei. Zweck des Barther Hilfsvereins sollte es sein, mit dem Zentralkomitee in Stralsund zu kooperieren und dessen Absicht mit größtmöglicher Wirksamkeit im eigenen Sprengel umzusetzen. Zu Vorstehern wurden bestimmt Superintendent Johann Elias Werner und Pastor Georg Friedrich August Sparmann in Kenz. Von Mevius und Rektor Andreas Masius beschränkten sich auf die Ämter der Sekretäre. Pastor Johann Caspar Andreas Dohrn übernahm das Amt des Bibliothekars und der Kaufmann Johann Nicolaus Rodbertus die Kassenführung.
Henderson reiste weiter nach Rügen, wo er ursprünglich ebenfalls beabsichtigt hatte, einen Hilfsverein ins Leben zu rufen. Um nicht dem Engeren Ausschuss in Stralsund vorzugreifen, beschränkte er sich darauf, die wichtigsten Geistlichen auf der Insel zu besuchen. Zur Bildung einer eigenen Rügischen Abteilung der Bibelgesellschaft kam es erst einige Jahre später.
Am 1. November 1816 kam es auch in Greifswald zur Stiftung eines Bibelgesellschaftskomitees. Direktoren waren hier der Philosophieprofessor Friedrich Muhrbeck sowie die beiden Lehrer an der großen Stadtschule, Hoefer und Wellmann. Als Sekretär fungierte Theologieprofessor Friedrich Wilhelm von Schubert.
Um sowohl die regional Bibelnachfrage zu ermitteln als auch für eine regional breitere Mitgliedschaft zu werben, wurden nach einem Verteilungsplan für alle Bezirke Korrespondenten bestimmt. In Greifswald, Wolgast und Franzburg teilten sich mehrere Korrespondenten die Arbeit. Stralsund war von diesem Korrespondentennetz ausgenommen; mit den dortigen Mitgliedern wurde direkt verkehrt. Der erste Jahresbericht der Bibelgesellschaft vom 31. März 1818 führt 25 korrespondierende Mitglieder im Land namentlich auf, denen jeweils einer der Direktoren als Korrespondenzführer zugeordnet wurde. Den größten Teil der Korrespondenten stellte die Pastorenschaft.
Die Verteilung der Mitglieder war höchst unterschiedlich. Die meisten Mitglieder kamen aus Greifswald: 85 (darunter zwölf Professoren der Universität), 54 aus Stralsund. Auch die Stadt Barth ragte mit 36 Mitgliedern heraus, in der Stadt Wolgast gab es immerhin 10. Besonders schwach vertreten waren die drei westlichen Kirchenkreise Franzburg (3), Grimmen (8) und Loitz (5). Nur etwa 45 Mitglieder waren Geistliche. Der überwiegende Teil der Mitglieder entstammte dem gehobenen Bürgertum: Kaufleute, Ratsangehörige, höhere Beamte und Räte. Und wie in Mecklenburg, so fanden sich auch hier sowohl Anhänger von Pietismus und Erweckung wie von Mevius, Pastor Hermann Baier in Altenkirchen oder Johanna Odebrecht in Greifswald, als auch Vertreter der Aufklärung wie der alte Greifswalder Philosophieprofessor Timotheus Christian Wilhelm Overkamp.
Am 15. November 1816 wurde der Bibelgesellschaft von General-Postmeister Segebarth in Berlin die Portofreiheit sowie am 14. Mai 1817 von der königlichen Regierung zu Stralsund die Steuerfreiheit zugestanden. Auf ihrer ersten allgemeinen Versammlung am 31. März 1818 beschloss die „Bibelgesellschaft für Pommern und Rügen“ den Anschluss an die Preußische Haupt-Bibelgesellschaft in Berlin.
Der Schweriner landeskirchliche Archivar Johann Peter Wurm fasst seinen Bericht über die Gründung der pommerschen Bibelgesellschaft so zusammen:

„Die Bibelgesellschaft für Pommern und Rügen ordnet sich in die Gruppe derjenigen Bibelgesellschaften ein, welche aus privater Initiative, auf Anstoß einer Einzelperson, gegründet wurden, wenn auch im Kontakt zur BFBS. Die Stralsunder Gründung gehört damit in eine Reihe mit Schwerin (9. Januar 1816) oder Schleswig (5. März 1815). 
Zu der großen Gruppe der direkt von London aus angestoßenen Gründungen zählte die am 30. August 1816 gestiftete Rostocker Bibelgesellschaft. 
Den dritten Typus von Bibelgesellschaften, den der obrigkeitlich dominierten Stiftungen, repräsentiert hingegen die am 16. März 1816 in Stettin auf wesentliche Initiative von Oberpräsident Johann August Sack ins Leben gerufene Bibelgesellschaft für Preußisch-Vorpommern. Wie in Sachsen war hier das Amt des Oberpräsidenten lange mit dem Vorsitz der Bibelgesellschaft verbunden. 1835 übernahm Bischof Carl Ritschl den Vorsitz. Auch die 1817 gestiftete Mecklenburg-Strelitzsche Bibelgesellschaft zählte zu diesem Typus. Hier war es das Konsistorium in Neustrelitz, das das Direktorium fest in seiner Hand behielt und jede bürgerliche Eigeninitiative argwöhnisch beobachtete.“

#### Loslösung von der britischen Muttergesellschaft
Die Bibel führte zusammen, aber sie schied auch. In der Anfangszeit arbeiteten die verschiedensten Geister zusammen. Aber bald schieden sie sich, ja bekämpften einander. Die junge Generation bestritt den Rationalisten das Führungsrecht, später sogar das Daseinsrecht in der Kirche, einer Kirche, die sich ihrer lutherischen Art neu bewusst wurde. Zunächst kündigte sich diese konfessionelle Sonderung bedrohlich in der Ferne an, für die Bedrohten ganz unverständlich. Der Chronist schreibt:

„Im Jahre 1825 noch war Pinkerton, auch ein Sekretär der Britischen Bibelgesellschaft, in Wismar und Rostock gewesen. Noch einmal war eine Spende von 500 Bibeln aus Schleswig eingetroffen. Da kam im folgenden Jahr ganz unerwartet die Nachricht, daß die Britische und Ausländische Bibelgesellschaft künftig nur noch Bibeln ohne Apokryphen vermitteln könne. Die kalvinistischen Schotten hatten auf diese Entscheidung gedrängt. Die überkonfessionelle Londoner Gesellschaft drohte an dieser Frage zu zerbrechen. Um der Zusammenarbeit in England willen mußte so entschieden werden. Im lutherischen Norddeutschland liebte man die Apokryphen ganz besonders. Die Rostocksche Bibelgesellschaft zum Beispiel hatte neben und mit den Psalmen das Buch Jesus Sirach in großer Zahl verbreitet, das der Aufklärungsfrömmigkeit stark entsprach. Bibeln ohne Apokryphen waren nicht gefragt. So bedeutet diese Entscheidung praktisch die Lösung von der Muttergesellschaft, die allein nach Rostock in zehn Jahren 2400 Bibeln und 1250 Neue Testamente geschenkt und damit recht eigentlich die Arbeit in Gang gebracht hatte. In Schwerin und erst recht in Neustrelitz war es ebenso. Die Bestürzung war in unserm Lande groß, in dem man diese Entscheidung nicht verstand. Die theologische und konfessionelle Scheidung vollzog sich hier ja sehr viel später. Im Grunde war es damals von Segen, daß diese Unterstützung von außen fast ganz aufhörte, und die Gesellschaften in Mecklenburg zur vollen Selbständigkeit kamen.“

### 20. Jahrhundert
1953 erbte die Mecklenburg-Schwerinsche Bibelgesellschaft das Vermögen der Ratteyer Bibelgesellschaft und entwickelte sich fort zur Mecklenburgischen Bibelgesellschaft. 1962 erbte sie auch das etwa 200,00 DM betragende Restvermögen der Rostocker Bibelgesellschaft. Diese gilt seitdem als erloschen.
Eckart Ohse, Pastor in der Versöhnungsgemeinde in Schwerin-Lankow, übernahm 1986 den Vorsitz der Mecklenburgischen Bibelgesellschaft von Pastor Joachim Boddin. Das erste Großereignis unter seinem Vorsitz war – kurz nach der friedlichen Revolution – der 3. Bibelkongress 1990 in Schwerin.
Die Evangelische Haupt-Bibelgesellschaft Berlin (EHBG) trieb ab 1992 die Planung und ab 1998 den Aufbau des „Niederdeutschen Bibelzentrums“ in Barth voran und übernahm mit der Eröffnung am 31. Oktober 2001 dessen Trägerschaft.

### 21. Jahrhundert

#### Bibelinfocenter Schwerin
Am 2. September 2004 wurde das Bibelinfocenter Schwerin eingeweiht, das Platz im Diakonischen Werk (DW) in der Schweriner Apothekerstraße 48 fand. Mit dem Bibelinfocenter konnten Schulklassen und Konfirmanden- oder Christenlehregruppen eingeladen werden, sich mit dem „Buch der Bücher“ vertraut zu machen. Im Jahr besuchten im Durchschnitt etwa 200 junge Leute das Infocentrum.
Ein kirchliches und bibelgesellschaftliches Großereignis war auch die BUGA 2009. Mit der „Kirche am Ufer“ am Schweriner See gab es einen Ort, an dem Andachten gefeiert wurden. Es gab eine Präsentation zum Thema Bibel, die von sehr vielen Besuchern der BUGA angesehen wurde.
Bei den Schüler-Bibelwettbewerben waren als Ideengeber und Mitdenker die ehrenamtlichen Mitarbeiter der Bibelgesellschaft beteiligt. Sie wurden unter der Federführung von Ministerialrat Ulrich Hojczyk, zuständig für Kirchenfragen beim Kultus-, später Justizministerium, mit einer Gruppe vorbereitet. An ihnen nahmen alle zwei Jahre Hunderte Schüler aus Mecklenburg-Vorpommern teil. Zurzeit wird der achte Bibelwettbewerb vorbereitet.
Auch das Plattdeutsche Gesangbuch wurde von der Mecklenburgischen Bibelgesellschaft mit herausgegeben sowie „Dat Ni Testament“ von Ernst Voß, inzwischen in der 5. Auflage erschienen.

#### Bibelzentrum Barth
Nach Schließung der EHBG 2004 wurde im Barther Bibelzentrum selbst am 20. Oktober 2004 die „Pommersche Bibelgesellschaft e.V.“ gegründet, die sogleich die juristische Trägerschaft für die Arbeit übernahm.
Als das Zentrum im Jahr 2013 von der Evangelisch-Lutherischen Kirche in Norddeutschland (Nordkirche) übernommen wurde, konnte sich das bibelgesellschaftliche Engagement verstärkt den Kirchen und der Gesellschaft in Mecklenburg-Vorpommern zuwenden.
Im Zuge dieses Trägerwechsels wurden die Mecklenburgische Bibelgesellschaft der damaligen Evangelisch-Lutherischen Landeskirche Mecklenburgs (seit 2012 wie die Pommersche Ev. Kirche auch Kirchenkreis der Nordkirche) sowie die Pommersche Bibelgesellschaft durch Satzungsänderung zu einer Bibelgesellschaft für das Land Mecklenburg-Vorpommern verbunden.

#### Jubiläum und Wechsel im Vorsitz
2016 feierte die „Mecklenburgische und Pommersche Bibelgesellschaft“ ihr 200-jähriges Bestehen unter Bezugnahme auf die Gründungen der Bibelgesellschaften in Schwerin, Rostock und Stralsund im Jahr 1816.
2019 wurde die Theologin Stefanie Schabow aus Wittenförden Nachfolgerin Eckart Ohses im Vorstand der Bibelgesellschaft und für die regionale Arbeitsgruppe Mecklenburg.

## Veröffentlichungen
- Paul Johannes Bachmann (Hrsg.): Auszug der bewährtesten Lieder aus dem Rostocker Gesangbuch nebst einer Anzahl anderer Kernlieder ... Katechismus und die 21 Lehr-Artikel der Augsburgischen Confession, Rostock: Verlag der Rostocker Bibelgesellschaft, 2. Aufl. 1898.
- Mecklenburgische Bibelgesellschaft Schwerin (Hrsg.): Dat Oll Testament, plattdütsch. Dei Lihrbäuker. Altenburg: Evangelische Haupt-Bibelgesellschaft 1963.
- Dat Ni Testament för plattdütsch Lüd in ehr Muddersprak oewerdragen, Lutherische Verlags-Gesellschaft, Kiel 2014, ISBN 978-3-87503-174-4, (Aktuelle Ausgabe der Voßschen Übersetzung)